# Matheus França
Matheus França de Oliveira (Rio de Janeiro, 1º aprile 2004) è un calciatore brasiliano, centrocampista del Crystal Palace.

## Carriera

### Club

#### Flamengo
Cresciuto nel settore giovanile del Flamengo, ha esordito in prima squadra il 7 dicembre 2021, disputando l'incontro di Série A perso per 0-1 contro il Santos. Realizza la sua prima rete nella massima divisione brasiliana l'11 settembre 2022, nell'incontro pareggiato per 1-1 contro il Goiás.

#### Crystal Palace
Il 5 agosto 2023 viene acquistato dal Crystal Palace.

### Nazionale
Ha rappresentato le nazionali giovanili brasiliane.

## Statistiche
Statistiche aggiornate al 20 aprile 2023.

### Presenze e reti nei club
| Stagione        | Squadra         | Campionato      | Campionato | Campionato | Coppe nazionali | Coppe nazionali | Coppe nazionali | Coppe continentali | Coppe continentali | Coppe continentali | Altre coppe | Altre coppe | Altre coppe | Totale | Totale |
| Stagione        | Squadra         | Comp            | Pres       | Reti       | Comp            | Pres            | Reti            | Comp               | Pres               | Reti               | Comp        | Pres        | Reti        | Pres   | Reti   |
| --------------- | --------------- | --------------- | ---------- | ---------- | --------------- | --------------- | --------------- | ------------------ | ------------------ | ------------------ | ----------- | ----------- | ----------- | ------ | ------ |
| 2021            | Flamengo        | A/RJ+A          | 0+2        | 0          | CB              | 0               | 0               | CL                 | 0                  | 0                  | SB          | 0           | 0           | 2      | 0      |
| 2022            | Flamengo        | A/RJ+A          | 3+17       | 1+4        | CB              | 1               | 0               | CL                 | 2                  | 1                  | SB          | 0           | 0           | 23     | 6      |
| 2023            | Flamengo        | A/RJ+A          | 13+1       | 1+0        | CB              | 1               | 0               | CL                 | 2                  | 1                  | SB+RS+Cmc   | 1+0+1       | 0           | 19     | 2      |
| Totale carriera | Totale carriera | Totale carriera | 36         | 6          |                 | 2               | 0               |                    | 4                  | 2                  |             | 2           | 0           | 44     | 8      |

## Palmarès

### Club

#### Competizioni nazionali
- Coppa del Brasile: 1

Flamengo: 2022
- Coppa d'Inghilterra: 1

Crystal Palace: 2024-2025
- Community Shield: 1

Crystal Palace:2025

#### Competizioni internazionali
- Coppa Libertadores: 1

Flamengo: 2022